# Qiryat Atta
Qiryat Atta (em hebraico: קִרְיַת אָתָא em árabe: كريات آتا) é uma cidade israelense do distrito de Haifa. Localiza-se em uma região de clima mediterrânico, com as 4 estações bem definidas. Foi fundada por pioneiros do Avodat Israel em 1925, e hoje (2007), conta com cerca de 50 mil habitantes; destes 99,8% são judeus e outros não-árabes. Para os padrões de Israel, Qyriat Atta tem um porte médio. Foi aqui que nasceu  a Ishtar (cantora).

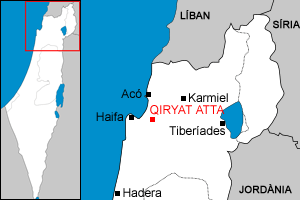
Localização de Qiryat Atta